# Ian Causley
The Honourable Ian Raymond Causley (* 19. Oktober 1940 in Maclean, New South Wales; † 27. April 2020 in Chatsworth Island, New South Wales) war ein australischer Journalist und Politiker der National Party of Australia, der zwischen 1984 und 1996 Mitglied im Parlament von New South Wales war und mehrere Ministerposten bekleidete. Er war zudem von 1996 bis 2007 Mitglied des Australischen Repräsentantenhauses.

## Leben
Ian Raymond Causley war nach dem Schulbesuch als Farmer tätig und engagierte sich im Bundesstaat New South Wales als Mitglied des Rates der Zuckerrohrpflanzer (NSW Cane Growers’ Council) und der Genossenschaft für Zuckermühlen (NSW Sugar Milling Cooperative) sowie als Präsident des Verbandes der Zuckerrohrpflanzer am Clarence River, der Cane Growers’ Association, Clarence River. 1965 trat er der National Party of Australia als Mitglied bei und engagierte sich von 1966 bis 1993 unter anderem als Sekretär des Ortsverbandes Chatsworth Island. Bei der Wahl am 24. März 1984 wurde er erstmals Mitglied im Parlament von New South Wales und für die Nationalpartei im Wahlkreis Clarence mit 17.765 Stimmen (52,1 Prozent) zum Mitglied der Legislativversammlung (NSW Legislative Assembly) gewählt, dem Unterhaus des Parlaments. Dieser gehörte er nach seinen Wiederwahlen am 19. März 1988, 25. Mai 1991 und 25. März 1995 bis zu seinem Mandatsverzicht am 1. Februar 1996 an, wobei er bei der Wahl 1988 mit 65,01 Prozent sein bestes Ergebnis erzielte. Zu Beginn seiner Parlamentszugehörigkeit war er im Schattenkabinett seiner Partei von 1985 bis 1988 als Shadow Minister for Natural Resources Verantwortlicher für natürliche Ressourcen. Für seine Verdienste wurde ihm am 8. Juni 1988 die National Medal verliehen.
Nachdem nach der Wahl vom 19. März 1988 von der National Party eine Koalition unter Premierminister Nick Greiner von der Liberal Party of Australia gebildet wurde, übernahm Causley zunächst vom 25. März 1988 bis zum 24. Juli 1990 das Amt als Minister für natürliche Ressourcen (Minister for Natural Resources). Nach einer Regierungsumbildung war er im Kabinett Greiner daraufhin zwischen dem 24. Juli 1990 und dem 6. Juni 1991 Chefsekretär der Regierung (Chief Secretary) und zusätzlich Minister für Wasserressourcen (Minister for Water Resources), ehe er vom 6. Juni 1991 bis zum 24. Juni 1992 wiederum Minister für natürliche Ressourcen war. Im Kabinett von John Fahey, Greiners Nachfolger als Premierminister, übernahm er zwischen dem 24. Juni 1992 und dem 26. Mai 1993 anfangs erneut den Posten als Minister für natürliche Ressourcen und war nach einer Regierungsumbildung vom 26. Mai 1993 bis zum Ende von Faheys Amtszeit am 4. April 1995 nach der Niederlage der Liberal-Nationalen Koalition bei der Wahl vom 25. März 1995 in Personalunion Minister für Landwirtschaft und Fischerei (Minister for Agriculture and Fisheries) sowie Bergbauminister (Minister for Mines). Am 28. Mai 1988 wurde ihm ferner eine Spange zur National Medal verliehen.
Nach seinem Ausscheiden aus der Legislativversammlung von New South Wales wurde Ian Causley bei der Parlamentswahl in Australien am 2. März 1996 für die National Party im Wahlkreis Page erstmals zum Mitglied des Australischen Repräsentantenhauses gewählt und vertrat diesen Wahlkreis nach seinen Wiederwahlen am 3. Oktober 1998, 10. November 2001 und 9. Oktober 2004 bis zum 17. Oktober 2007, wobei er auf eine erneute Kandidatur bei der Parlamentswahl am 24. November 2007 verzichtete. Während seiner Mitgliedschaft im House of Representatives, dem Unterhaus des Australischen Parlaments, war er zunächst zwischen dem 23. Oktober 1997 und dem 31. August 1998 Vorsitzender des Ständigen Ausschusses für Umwelt, Freizeit und Kunst (Standing Committee on Environment, Recreation and the Arts). Anschließend fungierte er vom 12. November 1998 bis zum 8. Oktober 2001 als Mitglied des Unterhauspräsidiums, des Speaker’s Panel, und war zugleich zwischen dem 8. Dezember 1998 und dem 8. Oktober 2001 Vorsitzender des Ständigen Ausschusses für Umwelt und Kulturerbe (Standing Committee on Environment and Heritage). Zuletzt war er vom 12. Februar 2002 bis zu seinem Ausscheiden aus dem Parlament am 17. Oktober 2007 als Deputy Speaker stellvertretender Sprecher und damit Vizepräsident des Repräsentantenhauses sowie in Personalunion auch Vorsitzender des Ständigen Auswahlausschusses (Standing Committee on Selection).
Aus seiner Ehe mit June Causley gingen vier Kinder hervor.